# 버턴 릭터
버턴 릭터(Burton Richter, 1931년 3월 22일 ~ 2018년 7월 18일)는 노벨 물리학상을 받은 미국의 물리학자이다. 그는 스탠퍼드 선형 가속기 연구소(SLAC)를 이끌었는데, 이들은 1974년에 새뮤얼 차오 충 팅이 이끌던 국립 브룩헤이븐 연구소(BNL)와 함께 제이/프시 중간자를 발견했다. 이 발견은 입자 물리학의 소위 11월 혁명(독일 11월 혁명에 빗대어)이라 불린다. 그는 1984년부터 1999년까지 SLAC의 관리자였다.

## 생애
그는 뉴욕 시 브룩클린의 유대인 가정에서 태어났다. 그는 바루크 블룸버그, 리처드 파인먼 등의 졸업생을 배출한 파 락어웨이 고등학교(Far Rockaway High School)를 1948년에 졸업했다. 그는 펜실베이니아의 머세스버그 아카데미에 다녔고, 1948년 매사추세츠 공과 대학교에서 입학하여 1952년에 학사 학위를, 1956년에 박사 학위를 취득했다.
스탠퍼드 대학교에서 교수로 있는 동안 그는 데이빗 릿슨의 도움과 미국 원자력 위원회의 지원을 받아 SPEAR라는 입자 가속기를 만들었다. 그의 연구팀은 SPEAR를 이용해 프시(ψ)라는 소립자를 발견했다. 똑같은 연구가 새뮤얼 차오 충 팅이 이끌던 브룩헤이븐 국립연구소에서 이루어졌지만, 그들은 이 입자를 J 입자 또는 프시온(영어: psion)이라고 불렀다. 두 팀의 독자적 연구가 인정됨으로 인해 그 입자는 제이/프시 중간자로 명명되었고, 두 사람은 1976년에 노벨 물리학상을 받았다.